# Albergen

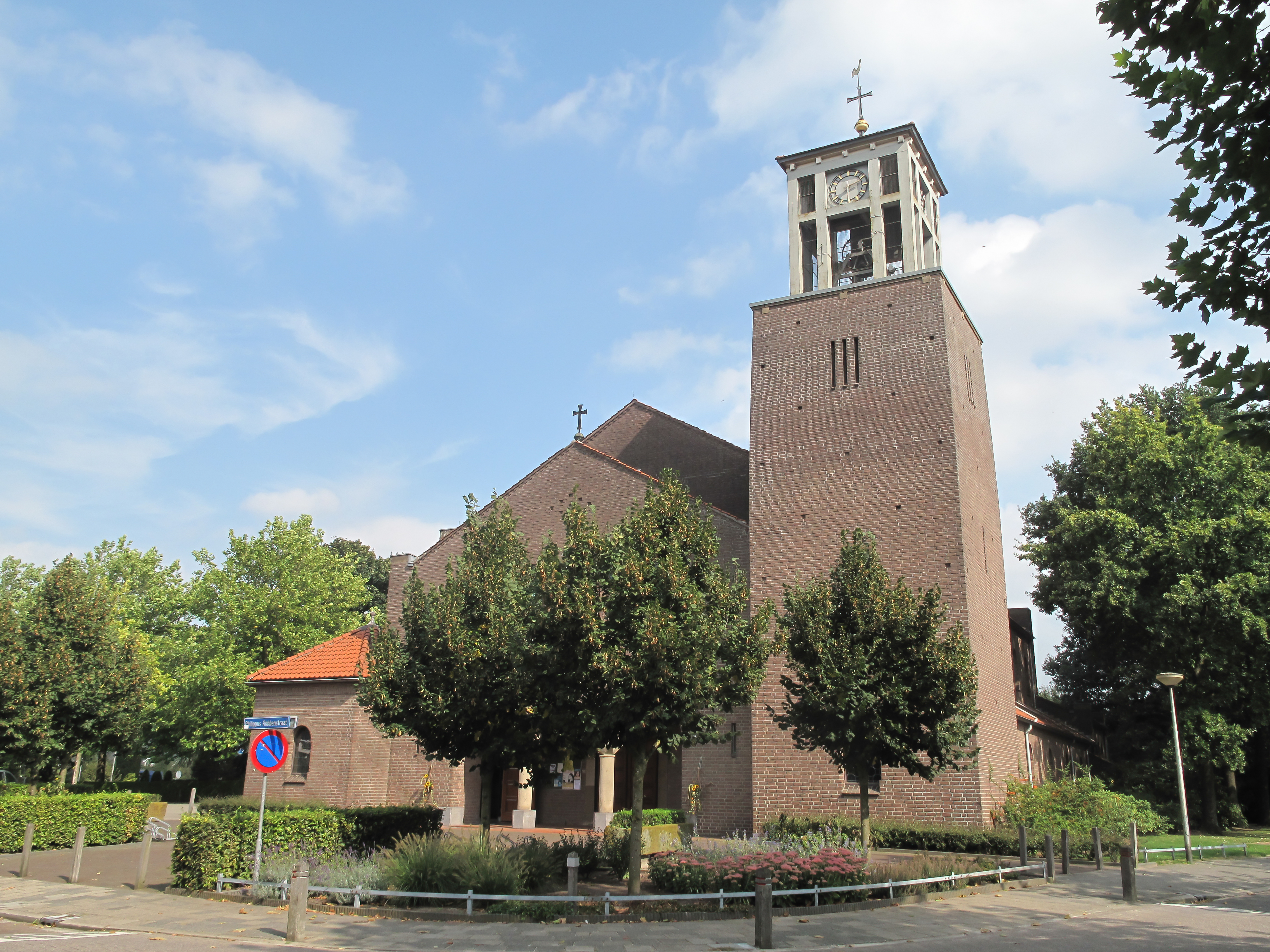
Albergen, église: de Sint Pancratiuskerk

Albergen est un village néerlandais de la commune de Tubbergen, situé dans la province d'Overijssel.

## Géographie
Albergen est situé dans le nord-est de la province d'Overijssel, sur la route d'Almelo à Ootmarsum, sur le Canal d'Almelo à Nordhorn.

## Histoire
En 1840, Albergen comptait 172 maisons et 994 habitants.

## Référence
1. ↑  Alphabetisch register van alle bewoonde oorden des Rijks, Departement van Oorlog, Éd. Erven Doorman, 's-Gravenhage, 1850